# Diabo na Cruz
Diabo na Cruz est un groupe portugais de pop rock et rock alternatif, originaire d'Aveiro, actif entre 2008 et 2019. Il mêle une base « rock » avec la tradition orale portugaise, des instruments traditionnels et des influences musicales très variées. 

## Histoire
Diabo na Cruz est une vieille idée qui a germé dans la tête du musicien Jorge Cruz depuis qu'il était membre de Superego, un power trio d'Aveiro qu'il a formé au milieu des années 1990. En 2000, il commence à imaginer un projet de rock traditionnel avec FanfarraMotor. Le projet est annulé alors qu'il était sur le point d'entrer en studio, mais les premières graines de Diabo na Cruz sont semées. Jorge Cruz s'installe à Lisbonne, où il rencontre une série de musiciens de la famille FlorCaveira avec lesquels il partage des affinités musicales et des références communes. Il produit les disques de João Coração et Os Golpes, qui l'encouragent à explorer l'idée d'un rock portugais enraciné dans l'héritage musical propre au Portugal.
En 2008, il forme Diabo na Cruz. Il rejoint d'abord João Pinheiro (batterie) et Bernardo Barata (basse) car il trouve en eux « une section rythmique infaillible dans son attitude et ayant des affinités évidentes avec les intentions que j'avais sur la table » Plus tard, B Fachada le rejoint à la viola braguesa et João Gil aux claviers. En 2009, ils sortent leur premier EP Dona Ligeirinha et leur premier album Virou !, qui est considéré comme un jalon dans la musique nationale pour la façon dont il intègre des sons de la musique traditionnelle et du rock contemporain.
Après trois ans sur la route et des centaines de concerts, Diabo na Cruz fait peau neuve. B Fachada quitte le groupe une semaine avant l'enregistrement de leur deuxième album, Roque Popular (2012), mais finit par participer à certaines chansons en tant qu'invité. Avec les nouveaux membres Manuel Pinheiro (percussions) et Sérgio Pires (braguesa), le groupe cimente en 2012 la formation qui est restée jusqu'à la fin.
Le troisième album, Diabo na Cruz, sort en 2014. Jorge Cruz le décrit comme un disque plus pop, « beaucoup moins noir, beaucoup plus positif » et « plus ouvert aux gens », où ils essaient de « faire de grandes chansons ». Jorge Cruz : « On peut faire ce qu'on veut et ce sera Diabo. On a réalisé qu'on pouvait faire Diabo de toutes sortes de façons. On n'est pas liés par un format, un style musical. Notre style, c'est Diabo na Cruz ».
En 2015, le groupe effectue une tournée au Portugal du nord au sud, pour un total de 50 concerts. À la fin de l'année 2015, Diabo na Cruz remporte les Portugal Festival Awards dans la catégorie « meilleure performance live ». Après deux ans sans concerts, le groupe revient sur scène et sur disque en 2018 avec l'album Lebre. Le 21 mai 2019, la fin de Diabo na Cruz est annoncée dans un communiqué.

## Membres

### Membres actuels
- Jorge Cruz – chant, guitare électrique, composition
- Bernardo Barata – basse
- João Pinheiro – batterie
- João Gil – claviers
- Manuel Pinheiro – percussions, électronique
- Sérgio Pires – voix, viola braguesa
- Daniel Mestre – guitare

### Anciens membres
- B Fachada – viola braguesa
- Márcio Silva – viola braguesa

## Discographie

### Albums studio
- 2009 : Virou!
- 2012 : Roque Popular
- 2014 : Diabo Na Cruz
- 2018 : Lebre

### EP
- 2009 : Dona Ligeirinha
- 2010 : Combate
- 2016 : Saias

### Albums live
- 2018 : Diabo Na Cruz Ao Vivo